# 黑勢力 (2015年電影)
是一部2015年的美國傳記犯罪電影，由史考特·庫柏執導，馬克·馬洛克（Mark Mallouk）和傑茲·巴特華滋編劇。改編自迪克·萊爾與傑拉德·歐尼爾（Gerard O'Neill）於2001年出版的書籍《黑彌撒：FBI和愛爾蘭黑幫不光彩合作的真實故事》（Black Mass: The True Story of an Unholy Alliance Between the FBI and the Irish Mob）。由強尼·戴普、凱文·貝肯、班奈狄克·康柏拜區、喬爾·埃哲頓、羅利·科奇瑞恩、傑西·普萊蒙和達珂塔·強生主演。
電影2014年5月19日開始在波士頓拍攝，2014年8月1日同樣於波士頓結束拍攝。由華納兄弟定檔2015年9月18日在全球上映。在此之前，電影先於第72屆威尼斯影展上首映。

## 劇情
故事來自於一名南波士頓的「冬山帮」幫派份子與罪犯头领詹姆斯·約瑟夫·巴爾傑，綽號「白毛·巴爾傑」，20年來他成為美國聯邦調查局的線民，在与FBI探员約翰·康諾利的秘密合作下，双方铲除以安吉洛为首的另一帮派，在南波士頓建立了愛爾蘭裔成員為主的龐大幫派組織。

## 演員
| 演員                        | 角色                                                    | 備註   |
| 強尼·戴普                   | 白毛·巴爾傑 Whitey Bulger                               |        |
| 凱文·貝肯                   | 聯邦調查局查爾斯·麥奎爾 Charles McGuire                 |        |
| 班奈狄克·康柏拜區           | 威廉·「比利」·巴爾傑 William "Billy" Bulger             |        |
| 喬爾·埃哲頓                 | 聯邦調查局探員，也是冬山幫成員約翰·康諾利 John Connolly |        |
| 傑西·普萊蒙                 | 凱文·威克斯 Kevin Weeks                                 |        |
| 達珂塔·強生                 | 琳賽·西爾 Lindsey Cyr                                   |        |
| 大衛·哈伯                   | 聯邦調查局約翰·莫里斯 John Morris                       |        |
| 羅利·科奇瑞恩               | 史蒂芬·佛萊明 Stephen Flemmi                            |        |
| 茱莉安娜·妮克遜             | 瑪麗安·康諾利 Marianne Connolly                         |        |
| 詹姆斯·羅素                 | 史考特·蓋里歐拉 Scott Garriola                          | 未掛名 |
| 亞當·史考特                 | 羅柏·菲茨帕特里克 Robert Fitzpatrick                    |        |
| 傑瑞米·史壯                 | 喬許·邦德 Josh Bond                                     |        |
| 布拉德·卡特                 | 約翰·麥金太爾 John McIntyre                             |        |
| 朱諾·譚波兒                 | 黛博拉·赫西 Deborah Hussey                              |        |
| 寇瑞·史托爾                 | 弗雷德·懷舍克 Fred Wyshak                               |        |
| 大衛·德·布萊克 David DeBeck | 羅傑·惠勒 Roger Wheeler                                 |        |
| 彼得·賽斯嘉                 | 布萊恩·哈洛倫 Brian Halloran                            |        |
| 席艾娜·米勒                 | 凱瑟琳·基利 Catherine Greig                             |        |

## 發行
2014年6月30日，華納兄弟宣布將電影定在2015年9月18日在全球上映，並於2015年4月23日，釋出第一部預告片。本片被選定於2015多倫多國際電影節的特別展出影片。

### 評價
爛番茄根據200條專業影評有76%的新鮮度，平均得分6.7／10。Metacritic基於41位專業影評人得分68（滿分100），代表「普遍好評」。《今日美国》认为这是德普从影生涯以来最佳的表演之一。

### 票房
美國首周以2263萬美元居亞軍，位於《移動迷宮：焦土試煉》的3031萬美元之後。

## 備註
1. ↑  鏡頭已被刪減，改僅由口述的方式登場。

## 外部連結
- 官方网站
- 互联网电影数据库（IMDb）上《黑勢力》的资料（英文）
- Box Office Mojo上《黑勢力》的資料（英文）
- 爛番茄上《黑勢力》的資料（英文）
- Metacritic上《黑勢力》的資料（英文）
- Black Mass（页面存档备份，存于） at History vs. Hollywood
- 《黑勢力》在香港雅虎的電影頁面（繁體中文）
- 開眼電影網上《黑勢力》的資料（繁體中文）
- 时光网上《黑勢力》的資料（简体中文）
- 豆瓣电影上《黑勢力》的資料 （简体中文）